# バタスナ

バタスナのロゴ

バタスナ (Batasuna) は、スペイン北部のバスク地方を中心に活動する民族主義政党である。バスクの分離独立を目的として武装闘争を展開するテロ組織バスク祖国と自由 (ETA) の指導下にあるとみなされている。
この政党は、1978年4月に、スペインの新憲法（1978年憲法）に反対する、バスク地方の左翼民族主義政治団体の連合として結成された。このときの名称は、バスク語で「人民の団結」を意味する「エリ・バタスナ (Herri Batasuna)」であった。略称は、HBで、日本語訳としては「人民連合」「大衆連合」「人民統一党」などがある。
バスク人は、スペイン人ともフランス人とも異なる民族であり、彼らの話すバスク語も、スペイン語やフランス語などのインド・ヨーロッパ語族とは全く異なる系統の言語である。そのためバスク地方では、バスク独立国家創設を抱くものも多く、分離独立を党是に掲げる急進派のエリ・バタスナは多くの支持を得た。バスクの民族主義を掲げる党には、他には穏健派のバスク民族主義党 (PNV) がある。エリ・バタスナは、1986年に合法政党として正式に承認され、バスク州およびナバーラ州の州議会や、それらの州内にある市議会の選挙に候補者を立て、それぞれで議席を獲得した。バスク州議会ではPNV に次ぐ第2党、市議会のいくつかでは与党となった。しかし、実力行使で分離独立を勝ち取ろうとする ETA のテロ活動を擁護する発言がしばしば繰り返され、危険視もされてきた。
ETAの一般市民を巻き添えにする無差別テロに対して、スペイン国内で市民の反感が激しくなると、スペイン政府はエリ・バタスナの非合法化に向けて動き出す。エリ・バタスナはこれから逃れるために、そして地方選挙戦略の一環として、ETAとの一切の関係を否定すると共に、1998年には、党名を「バスク市民 (Euskal Herritarrok)」、略称 EH に改称し、表面上はETA色をうち消す努力をする。
2001年5月13日に投票のあったバスク自治州議会選挙では、前日のマドリードでの爆弾テロ事件の影響で、EH は大きく議席を減少させたが、それでもなお全体の10%、約14万票を獲得し、全75議席中7議席を確保した。さらに、6月に再び党名を変更し、バスク語で「団結」の意味するバタスナとした。
2002年6月4日、スペイン議会は、テロリストを支援する政党を非合法化し活動を禁ずる新政党法を可決・成立させる。8月26日、同法に基づきバタスナの非合法化手続き開始を賛成295、反対10、棄権29で可決し、審議および決定をスペイン最高裁に委ねた。そして2003年3月17日、最高裁はバタスナを非合法化する決定を下した。